# Sven Wästerberg
Sven Erik Wästerberg, född 20 april 1914 i Sundsvall, död 6 februari 1956 i Sundsvall, var en svensk målare och tecknare.
Han var gift med journalisten Gunhild Wästerberg. Han inriktade sig tidigt på att bli konstnär och efter avslutad skolgång vid läroverket studerade han teckning och målning för Gustaf Walles vid Sundsvalls stads yrkesskola samt privat för Helmer Osslund. Han fortsatte sina konststudier för Isaac Grünewald och Otte Sköld vid Kungliga konsthögskolan i Stockholm 1936–1941 samt genom självstudier under resor till Frankrike, Norge och Spanien. Han debuterade separat med en utställning på De ungas salong i Stockholm 1949 som följdes av separatutställningar i Sundsvall. Tillsammans med Gustaf Walles och Sune Blomqvist ställde han ut i Sundsvall och han var representerad några gånger i utställningar på Liljevalchs konsthall i Stockholm samt samlingsutställningar i Sundsvall. En minnesutställning med hans konst visades i Sundsvall, Hudiksvall och Sollefteå 1957. Han utförde ett flertal dekorativa arbeten i skolor och andra offentliga lokaler bland annat utförde han den stora målningen Höstdag vid Indalsälven på Holmgårdens sjukhem i Sundsvall. Hans konst består av figurstudier, stadsinteriörer, landskapsskildringar samt ett nonfigurativt måleri.       